# Edith Guillaume
Edith Sussanne Antonie Guillaume (14. juni 1943 i Bergerac - 11. september 2013) var en dansk operasanger, der med sin stemme i mezzosopranlejet opnåede en lang karriere på Den Jyske Opera og især Det Kongelige Teater.
Guillaume var datter af en fransk far og en dansk mor og kom til verden i Frankrig og boede i de første år af sit liv i flere forskellige lande. Da hun var tolv år gammel, kom hun til Danmark sammen med sin mor og stedfar.
Som blot attenårig blev hun optaget på Det Kongelige Danske Musikkonservatorium og debuterede i slutningen af 1960'erne. Sin første store rolle fik hun i Ib Nørholms Syv tavler til Orfeus, der betød et gennembrud for sangeren. Sin operadebut fik hun på Den Jyske Opera i 1970, og hun spillede et bredt repertoire af operaroller, heriblandt også inden for nyere værker af blandt andet Krzysztof Penderecki, Per Nørgård (Siddharta) og Andy Pape. På Den Jyske Opera blev det også til klassiske roller som titelrollen i Carmen samt Octavian i Rosenkavaleren.
I 1974 kom Edith Guillaume til Det Kongelige Teater, hvor hun fortsatte sit brede virke inden for operaens verden. Hun spændte dog også bredere, idet hun også gav koncerter som klassisk solist og visesanger, lige som hun havde en række taleroller på teater. Ligeledes optrådte hun i flere tv-produktioner og var efterspurgt som foredragsholder. Hun lagde i 1998 dansk stemme til Zira i Disneys Løvernes Konge 2: Simbas stolthed. Hun var fastansat ved Det Kongelige Teater til 1994 samt igen 2000-2002.
Hendes talent bragte hende desuden scener i andre lande som England, Frankrig, Tyskland og det øvrige Skandinavien. Mod slutningen af karrieren var hun tilknyttet teatergruppen Tidens Tand.
Hun var gift med Niels Edgar Hvass, med hvem hun fik to børn: Marie Louise (født 1966) og Irene (født 1968).

## Hædersbevisninger
Udvalgte priser og hædersbevisninger:
- Carl Nielsen og Anne Marie Carl-Nielsens Legat (1969)
- Elisabeth Dons' Mindelegat (1970)
- Musikanmelderringens Kunstnerpris (1970)
- Tagea Brandts Rejselegat (1977)
- Aksel Schiøtz-Prisen (1980)
- Ridder af Dannebrog